# Циблівська сільська рада
Герб
| Циблівська сільська рада — колишній орган місцевого самоврядування у Переяслав-Хмельницькому районі Київської області з адміністративним центром у с. Циблі. Водоймища на території, підпорядкованій даній раді: Канівське водосховище. Сільській раді підпорядковані населені пункти: - с. Циблі |

## Склад ради
Рада VII скликання складається з 14 депутатів:

### Керівний склад ради
| ПІБ                           | Основні відомості                                                                             | Дата обрання | Дата звільнення |
| ----------------------------- | --------------------------------------------------------------------------------------------- | ------------ | --------------- |
| Ткаченко Іван Семенович       | (1 липня 1938 - 2 червня 2007)                                                                | 1972         | 1975            |
| Кузьменко Йосип Степанович    |                                                                                               | 1975         | 1976            |
| Ткаченко Іван Семенович       | (1 липня 1938 - 2 червня 2007)                                                                | 1976         | 1980            |
| Бойко Євдокія Яківна          |                                                                                               | 1980         | 1982            |
| Плехневич Ніна Федорівна      |                                                                                               | 1982         | 1985            |
| Брейш Ганна Михайлівна        |                                                                                               | 1985         | 1990            |
| Лесик Валерій Михайлович      |                                                                                               | 1990         | 1994            |
| Лобанов Олександр Павлович    |                                                                                               | 1994         | 1998            |
| Ясинчук Надія Юхимівна        |                                                                                               | 1998         | 2002            |
| Гармаш Юрій Володимирович     |                                                                                               | 2002         | 2006            |
| Пагер Олексій Васильович      | Сільський голова, 1955 року народження, освіта, член Всеукраїнського об'єднання «Батьківщина» | 26.03.2006   | 31.10.2010      |
| Бикало Володимир Миколайович  | Сільський голова, 1969 року народження, освіта вища, член політичної партії «Наша Україна»    | 31.10.2010   | 25.11.2015      |
| Дяченко Сергій Михайлович     | Сільський голова, 1980 року народження, освіта вища, безпартійний                             | 25.11.2015   | 30.06.2019      |
| Палагута Олександр Михайлович | Сільський голова, 1967 року народження, освіта вища, самовисуванець                           | 30.06.2019   |                 |

Примітка: таблиця складена за даними джерел 